# Crows Nest (métro de Sydney)
Crows Nest est une station de métro en Nouvelle-Galles du Sud, en Australie. Située sur la seule ligne du métro de Sydney entre Chatswood et Victoria Cross, elle a été mise en service le 19 août 2024.

## Histoire
En 2021, des plans sont publiés pour la construction de trois bâtiments de 21, 17 et 9 étages au-dessus de la gare. Les bâtiments approuvés sont légèrement plus petits que la proposition initiale, en réponse aux inquiétudes des résidents concernant un développement excessif.
La station est inaugurée le 19 août 2024,,.

## Services aux voyageurs

### Accès et accueil
L'accès se fait par rue Clarke et le Pacific Highway. La gare est située à 25 mètres sous terre.